# تتراسن
تتراسن (به انگلیسی: Tetracene) با فرمول شیمیایی C18H12 یک ترکیب شیمیایی با شناسه پاب‌کم 7080 است. که جرم مولی آن 228.29 g/mol می‌باشد. شکل ظاهری این ترکیب، جامد نارنجی و زرد است.